# Eunice hirschi
Eunice hirschi är en ringmaskart som beskrevs av Fauchald 1992. Eunice hirschi ingår i släktet Eunice och familjen Eunicidae. Inga underarter finns listade i Catalogue of Life.